# Neves közgazdászok listája
A közgazdászok listája a tudományterület különböző irányzatainak, iskoláinak a képviselőit sorolja. A közgazdasági Nobel-emlékdíjasok külön listában szerepelnek.

## Merkantilisták,fiziokraták
- Jean-Baptiste Colbert (1619-1683)
- Pierre Samuel du Pont de Nemours (1739-1817)[1]
- Pierre-Paul Lemercier de La Rivière de Saint-Médard (1719-1801)[1]
- Victor Riqueti de Mirabeau (1715-1789)[1]
- Antoine de Montchrestien (1575-1627)[2]
- Thomas Mun (1571-1641)
- François Quesnay (1697-1774)
- Antonio Serra (16.-17. század)
- Anne-Robert-Jacques Turgot (1727-1781)

## Klasszikus közgazdászok
- Frédéric Bastiat (1801–1850)
- Jeremy Bentham (1748–1832)
- Pierre Le Pesant de Boisguilbert (1646-1714)
- Thomas Malthus (1766–1834)
- Karl Marx (1818–1883)
- John Ramsay McCulloch (1789–1864)
- James Mill (1773–1836)
- John Stuart Mill (1806–1873)
- William Petty (1623–1687)
- François Quesnay (1697-1774)
- David Ricardo (1772–1823)
- Adam Smith (1723–1790)
- Jean-Baptiste Say (1767–1832)
- Nassau William Senior (1790–1864)
- Jean Charles Léonard de Sismondi (1773–1842)
- Anne-Robert-Jacques Turgot (1727-1781)

## A német történeti és az osztrák iskola
- Bruno Hildebrand (1812–1878)
- Wilhelm Roscher (1817–1894)
- Karl Gustav Adolf Knies (1821–1898)
- Gustav von Schmoller (1838–1917)
- Lujo Brentano (1844–1931)
- Karl Bücher (1847–1930)
- Werner Sombart (1863–1941)

- Carl Menger (1840–1921)
- Eugen von Böhm-Bawerk (1851–1914)
- Friedrich von Wieser (1851–1926)
- Ludwig von Mises (1881–1973)
- Joseph Schumpeter (1883–1950)
- Friedrich Hayek (1899–1992)

## Marginalisták,neoklasszikusok
- Léon Walras (1834–1910)
- William Stanley Jevons (1835–1882)
- Carl Menger (1840–1921)
- Alfred Marshall (1842–1924)
- Francis Ysidro Edgeworth (1845–1926)
- Vilfredo Pareto (1848–1923)
- Maffeo Pantaleoni (1857–1924)
- Irving Fisher (1867–1947)

## Keynesi forradalom, svéd iskola, posztkeynesi irányzat, neoricardianizmus
- Michał Kalecki (1899-1970)
- Knut Wicksell (1851-1926)
- Ragnar Frisch (1895-1973)
- Gunnar Myrdal (1898-1987)
- John Maynard Keynes (1883-1946)
- John Hicks (1904-1989)
- Joan Robinson (1903-1983)
- James Tobin (1818-2002)
- Káldor Miklós (1908-1986)
- Piero Sraffa (1898-1983)

## Monetaristák, újklasszikusok
- Robert Torrens (1780–1864)
- Thomas Tooke (1774–1858)
- Irving Fisher (1867–1947)[3]
- Milton Friedman (1912-2006)[3]
- Robert Lucas (1937–2023)
- Finn Kydland (1947–)
- Edward Prescott (1940–)
- Thomas J. Sargent (1943–)[4]
- Christopher A. Sims (1942–)[4]